# Khobz el bey
Khobz el bey, khobz tounes ou encore khbizet tounes, est un gâteau algérien à base d'amandes et de chapelure, arrosé d'un sirop sucré parfumé à l'eau de fleur d'oranger. Par sa texture, très fondante, il ressemble beaucoup aux babas au rhum.
Il ressemble à la basboussa mais la différence de celle-ci il contient de la chapelure, du pain émietté[réf. nécessaire].

## Origine et étymologie
Khobz el bey provient de l'arabe algérien signifiant en français « pain du bey ». 
Son origine en Algérie remonterait à la régence d'Alger[réf. nécessaire], dont la capitale était la ville d'Alger, d'où l’appellation de cet en-cas très apprécié par les beys d'Algérie[réf. nécessaire].

## Consommation
Aux côtés de la zlabia et des ktaïf, le khobz el bey est l'un des desserts les plus consommés et les plus appréciés par les Algérois pendant les nuits du mois sacré de ramadan.